# Miloš Crnjanski
Miloš Crnjanski (v srbské cyrilici Милош Црњански; 26. října 1893 Csongrád - 30. listopadu 1977 Bělehrad) byl významný básník a spisovatel 20. století v srbské literatuře. Svoji první báseň sice napsal již roku 1908, později pracoval jako novinář a až později se teprve stal váženým autorem. Patří ke generaci autorů, která si zažila zkušenosti z válečných konfliktů (přesněji první světové války) a toto téma i rozvinula ve svých dílech.

## Život
Narodil se 26. října 1893 v Csongrádu v dnešním Maďarsku do rodiny srbské menšiny v části tehdejšího Uherska, kde bylo dominantní maďarské obyvatelstvo. Díky tehdejším silně prosrbským náladám otce se rodina často stěhovala; po roce 1896 strávil Crnjanski léta svého dětství v dnes rumunském Temešváru, kde vystudoval i gymnázium.
Na počátku první světové války patřil Crnjanski k těm, kteří byli v rámci protisrbských nálad tehdejšího Rakousko-Uherska pronásledováni, nicméně uvězněn nebyl, ale namísto toho byl odveden do armády. Bojoval s Ruskem na Haličské frontě ve východní části mocnářství. Většinu času tam ale strávil v nemocnici a sám, před koncem války byl převelen na italskou frontu. Ve své tvorbě později Crnjanski své válečné zkušenosti zvěčnil. Po ukončení bojů studoval dějiny umění a filozofii ve Vídni, svá studia dokončil již na Bělehradské univerzitě.
Literatuře se začal věnovat během svého pobytu v Záhřebu. Své první básně zveřejňoval v časopisu Savremenik (Současník) Připojil se k avantgardnímu proudu a po krátkou dobu vydával časopis Dan. Svůj pohled na literaturu a svět shrnul do jednoho konceptu, kterému se dodnes říká Sumatraismus, a to podle Crnjanského básně Sumatra, hledající propojenost všeho světa a odmítající válečné běsnění. Poté, co se však ideje avantgardních proudů začaly transformovat směrem k sociálně laděné literatuře, se rozhodl svoji činnost utlumit a věnovat se žurnalistice, diplomacii a politice. Od roku 1929 až do vydání Lamentace nad Bělehradem tak nesepsal ani jednu báseň.
Po dokončení studií pracoval jako novinář a profesor (na gymnáziu v Pančevu). Jako kulturní atašé královské Jugoslávie pobýval v Berlíně, Lisabonu a v Římě. Po vypuknutí druhé světové války se odstěhoval do Londýna, tam žil až do roku 1965 jako emigrant.

## Díla
Práce Miloše Crnjanského byly početné a zabývaly se různými tématy. A to jak tedy dějinami srbského národa, tak i například zážitky z cest, či zahraničními událostmi. Jeho první významnou knihou se staly v roce 1920 Povídky o mužném (Priče o muškom). O dalších devět let později následoval třídílný román Seoba (do češtiny přeložené jako Běženci panonských bažin), ve kterém autor rozvinul tematiku středověkých přesunů srbského obyvatelstva. Ty se odehrávaly v souvislosti s expanzí a ústupy středověkých říší a znamenaly nepříliš šťastnou epizodu v dějinách srbského národa. Kromě hlavního románu je Crnjanski také autorem knihy Deník o Čarnojevićovi, která vypráví o srbském patriarchovi Arseniovi Čarnojevićovi, další z významných osob událostí pozdního středověku a stěhování. Z básnické tvorby je známá celá řada básní a poém; protiválečně laděná Lyrika Ithaky, Stražilovo, ve kterém odkazuje na Branka Radičeviće, Serbiana, nebo Lamentace nad Cařihradem (Lament nad Carigradom), která vznikla po jeho návratu z mnohaleté emigrace.
Crnjanski také začal vydávat v roce 1922 avantgardní časopis Putevi (Cesty), na kterém spolupracoval s Markem Ristićem. V roce 1934 pak spolu vydávali také politicky zaměřený list Ideje. Crnjanski také vydal dvě knihy antologií východních národů.